# Ariary
Ariary – jednostka monetarna Madagaskaru o kodzie walutowym MGA według ISO 4217. 1 ariary = 5 iraimbilanja. 
Jest jedną z dwóch walut będących w obiegu, które nie dzielą się w oparciu o potęgę dziesięciu. Drugą taką walutą jest ugija mauretańska. Nazwy ariary i iraimbilanja pochodzą od waluty z czasów przedkolonialnych. 
Ariary zastąpił poprzednią walutę, franka malgaskiego (ISO 4217 – MGF) 1 stycznia 2005. Jeden frank malgaski został wyceniony na 0,2 ariary, czyli 1 iraimbilanja.

## W obiegu

### Banknoty
| Nominał                                 | Data emisji | Awers                              | Rewers                 |
| --------------------------------------- | ----------- | ---------------------------------- | ---------------------- |
| 100 ariary (500 franków malgaskich)     | 25.11.2004  | Ravinala & Tsingy link do obrazka  | Zatoka Antsiranana     |
| 200 ariary (1000 franków malgaskich)    | 25.11.2004  | wiejska brama link do obrazka      | Aloalo                 |
| 500 ariary (2500 franków malgaskich)    | 20.12.2004  | rzemieślnik link do obrazka        | bydło zebu             |
| 1000 ariary (5000 franków malgaskich)   | 20.12.2004  | lokalna fauna link do obrazka      | agawa sizalska, kaktus |
| 2000 ariary (10000 franków malgaskich)  | 31.07.2003  | baobaby link do obrazka            | terasy uprawne         |
| 5000 ariary (25000 franków malgaskich)  | 31.07.2003  | łodzie żaglowe link do obrazka     | plaża                  |
| 10000 ariary (50000 franków malgaskich) | 31.07.2003  | Le palais d'argent link do obrazka | budowa drogi           |

Ponadto w obiegu pozostają banknoty 500, 1000, 2500 i 5000 franków malgaskich.